# 無断リンク
無断リンク（むだんリンク）とは、リンク先のウェブサイトの運営者等の許可を得ることなくリンク（クリッカブル・リンク）を張る行為。ここでいうリンクはHTMLによるハイパーリンクである。
リンクフリーという和製英語が無断リンクの許可を意味する言葉として用いられる。

## 法的問題点の有無

### WEB空間の性質
Webの設計者ティム・バーナーズ=リーの発言があるように、元々Webには無断リンクという考え方はない。
東北大学のページにティム・バーナーズ=リーの発言が一部翻訳されている。
Webに公開している時点ですでに誰でもそのサイトやファイルにアクセスできるインターネットの特性上、特に断りを入れずリンクすることに法的問題はない。何らかの理由で被リンク側がそれを嫌う場合は、前述のように技術的な方法など用いてそれをできなくさせるか、リンクされても著作権をある程度証拠として示せるように署名を入れるなどの対応をする必要がある。無断リンク拒否の意思をサイトに明記しておくことも対応の一つであるかもしれないが、それには拘束力・強制力のたぐいはほぼ無い。詳しくは著作権情報センターのリンクに対する文面を参照。

### リンキングと法的な扱い
リンキングの扱いはヨーロッパや日本など地域により違いがあり、議論の構造も全く異なると指摘されている。

## 日本法
リンクを張る行為は、閲覧を希望するものが、発表済みの情報にたどり着けるように、情報のウェブ上の位置を示すことであり、World Wide Webの性質からこれを制限したり禁じたりするような法律は無い。
法的には「リンクお断り」等の表示の有無を問わず、原則としてリンク先の承諾は不要で通常は著作権侵害には当たらないとする見解が一般的である。ただし、後述のフレーム内リンクのように著作権侵害が問題となるケースもある。

### 著作権との関係
著作権との関係については次のように考えられている。
複製権（複製禁止権）との関係
リンク元はリンク先のコンテンツをコピーして自らのコンテンツ内に掲載しているわけではなく、コピーしたものを閲覧者に送信しているわけではないので通常は複製権（複製禁止権）を侵害しない。また、URLやドメイン名には創作性がないとされているので複製権（複製禁止権）の侵害とはならない。
公衆送信権（公衆送信禁止権）との関係
閲覧者はリンク元のリンクをクリックすることでリンク先へと飛び情報を受信できるが、その情報を閲覧できるのはリンク先が閲覧者に対して表示を許可している結果であり公衆送信権（公衆送信禁止権）を侵害しない。仮にリンク先が特定の閲覧者に限定して公開したいのであれば、IDとパスワードを要求すべきで、そのような措置を講じないままリンクを違法視することはできないとされる。
ただし、2018年（平成30年）1月30日の東京地方裁判所判決では無許諾でアップロードされているソフトウエアのURLを教示する行為について公衆送信権侵害を認定しており、リンキングについても公衆送信権の侵害となる可能性があると指摘されている。
なお、フレーム内リンクのようにリンク先の情報がリンク元の著作物の一部であるかのような誤解を招くものであるときは翻案権（翻案禁止権）、同一性保持権、氏名表示権を侵害するおそれがある。

### その他の権利等との関係
2006年2月、経済産業省は「電子商取引及び情報財取引等に関する準則」を改定し、「他人のホームページにリンクを張る場合の法律上の問題点」を追加。リンクは原則的に自由だが、不正に利益を得たりリンク先に損害を与えるといった目的がある場合、またはそのように解される方法でリンクしている場合には、不正競争防止法・商標法・著作権法などにより法的な問題が発生する可能性があるとして注意喚起している。この例として消費者金融事業者が経緯なく地方金融機関のリンクを表示する行為、風俗事業者のサイトが現実の女学校HPのリンク集を表示する行為などが挙げられている。

## EU法

### 公衆への伝達権との関係
情報社会指令 (Directive 2001/29/EC of the European Parliament and of the Council of. 22 May 2001 on the harmonisation of certain aspects of copyright and related rights in the information society）3条1項に定められた「公衆への伝達権」の範囲をめぐって判断が行われる。「公衆への伝達権」は「有線又は無線の方法による著作物の公衆への伝達 (公衆のそれぞれが選択する場所及び時期において著作物へのアクセスが可能となるような状態に当該著作物を置くことを含む。)を許諾し又は禁止する権利」と規定されている。

### 判例
2014年、無断リンクが公衆への伝達権の侵害になるかが争われた事件について欧州司法裁判所の判決が出された（Svensson判決）。

## 無断リンクの是非についての論争

### リンクに関する主張
ネチケットの観点から、自分のウェブサイトへのリンクが作られることに対するウェブサイトオーナーの希望を尊重するよう財団法人インターネット協会は2001年に呼びかけた。
2003年前後に、無断リンクを控えるべきだという無断リンク否定派の立場と、そのような主張は無効であるという無断リンク許容派の立場がブログなどを舞台として論争を巻き起こした。否定派はインターネット上での儀礼的無関心の一環として無断でリンクをはられることを拒んでいるならそっとしておくべきだと主張し、肯定派はそもそもインターネットの設計思想からしてリンクするにも許可を要するのはナンセンスであると主張した（特に技術的な設計思想を過剰に強調する立場は俗にモヒカン族などといわれる）。
騒動の発端となったのは、松谷創一郎が「人目につくことを好まないAさんがひっそりとネット上で執筆している日記に、アクセス数の多いBさんの日記から無断でリンクが設置され、その影響でAさんの日記のアクセス数が激増し嫌気がさしたAさんは日記を削除し執筆をやめてしまった」という状況を想定し、通常は物理的な公共空間で要求される儀礼的無関心がインターネット上でも求められてもいいのではないかという問題提起を行ったことによる。
セキュリティ研究者の高木浩光によれば、無断リンク肯定派が挙げる根拠は以下のようなものである。
1. 公表された著作物の適法な引用・参照は自由であり、リンクを設置する行為は単なる参照の一種に過ぎないので問題は無い
2. 「著作権の関係から無断リンクは適切ではない」とする誤った解釈によるリンクポリシーの説明がしばしば見られ、それが不適切であるということを示す必要がある
3. インターネットが公共のものであるという意識を共有するためには無断リンク禁止の環境は不適当である
4. 影響力の大きい公的機関などのwebサイトでは無断リンクを禁止すべきではない

高木浩光は、無断リンクの是非の議論ではこれらの根拠が混同してしまっており、個人のサイト（私的領域）で無断リンクを拒む場合とマスコミや官庁など（公的領域）で無断リンクを拒む場合について論点を分けて議論すべきであると述べている。上で挙げた以外の肯定派の意見としては、「そもそもリンクの許可をいちいちとることのほうが迷惑である」というものもある。
社会学者の北田暁大によると、例えばアカデミズムにおいて他の研究者の論文を引用する際に出典を明示するといった制度では「固有名・公開性・公共性」の理想的な関係性が共有されているが、ネット文化ではそれら三者の関係が共有されていないことが問題を発生させているのだという。そして、ネット上での儀礼的無関心の問題はいくら技術的進歩やメディアリテラシー教育が盛んになってもついて廻る問題になるだろうと述べている。
批評家・社会学者の濱野智史は、一連の議論により儀礼的無関心とは「他人の日記をこっそり盗み見たい」という欲望に支えられたものであることが提示され、本来の論点ではなくこのような欲望を肯定できるかどうかというところに議論が収束してしまったと指摘している。また、無断リンクを忌避する儀礼的無関心に近い事例として、電子掲示板2ちゃんねる上における「（hを抜いて）ttp://…から始まるURLを書いて直接リンクを避ける」という暗黙の風習(h抜き)や「URLをクリックするといったん広告バナーを含むページが中間に挟まれる」というシステムを挙げている。

### リンクに関する対応
リンクに関して法的な強制力はないが、サイトによって様々な指定がなされている場合がある。また、リンクに関する個人の主張や考えも様々である。
東京電力ホールディングス
無断リンクの禁止。サイトにリンクを設定する場合、氏名、電話番号、メールアドレス、リンク元のサイトのURL、リンクを設定したURL、リンク開始日を事前に連絡する必要がある。
三重県いなべ市
トップページへのリンクを原則自由とする一方、公序良俗に反するサイト等からのリンクは認めないと規定している。
愛・地球博
開催前の2003年頃は、悪影響のあるサイトに加えて商用サイトや個人サイトからのリンクを断るなど、様々な制限が付いていたが、翌2004年には撤廃された。
衆議院
リンクはトップページのみという、いわゆるディープリンクの禁止。
文化庁
リンクは原則的に自由。ただし、リンク方法は「文化庁ホームページへのリンクであることを明記」、「文化庁ホームページが他のホームページ中に組み込まれるようなリンク設定の禁止」、「リンクは必ず新しいウィンドウが開かれるような設定で」との条件をつけている。
特許庁
リンクは原則的に自由。「利用者が特許庁ホームページへリンクしていると認識できるように、リンク元にその旨を明記するなどの処置をしていただきますようお願いします。ただし、有料サイトや入場を制限しているサイト（会員制等）からリンクを行う場合は、利用者に対し当ホームページが有料または特定の登録者しか利用できない等の誤解を与える可能性があることからご遠慮願います。」というお願いを添えている。
慶應義塾大学
リンクは自由。ただし画像などの直リンクは禁止。
著作権法学会
リンクは原則的に自由。「リンクする側のページのフレームの中にリンクされる側のページを表示させる等、閲覧者をして制作著作の主体等につき誤認混同を生じせしむるなどの違法性ある態様でない限り、ご自由になさっていただいて結構です。」と表記している。
日本赤十字社
リンクを希望する場合はWebサイトで示されている「リンク連絡書」に記入した上で日本赤十字社の広報室に送付する必要があるとしている。また、リンクの掲載期間は最長で1年間とされている。
山形浩生のように、むしろ、いちいち断りを入れられることを嫌っている場合もある。

## 類似のリンク問題
リンクする場合に法律上制限はされていないが、特定のリンク方法の場合（直リンク、ディープリンク）、著作権上問題が発生する可能性がある。

### 直リンク
直リンク（ホットリンク）と呼ばれるHTML文書やXHTML文書以外のwmvやswf、jpegなどの画像や動画ファイル、音楽ファイルに対して<img>などの埋め込み型のタグによりリンクを張る行為や<iframe>タグを使用して、被リンク側サイトのHTML文書を自サイトの一部であるかのように見せかけるような行為が問題視されている。このような場合、リンク元のページを表示するたびにリンク先のサーバの資源を使用することになるほか、リンク元のページの一部として表示されるため著作権法上の問題が発生する可能性がある。また、上述した被リンク側の利点であるサイトの宣伝等にもならない。しかし、この問題はWebサーバの設定など、技術的対応策によって被リンク側である程度の対策を行うことができる。なお、相手に断った上で相手のウェブスペース内のバナーを<img>タグで自らのサイトの外部リンク用ページに表示させるなど、無断リンクでない直リンクというものはありうる。

### ディープリンク
無断リンク禁止と類似の考えでディープリンクと呼ばれるトップページ以外へのリンクを禁止するという考え方がある。こちらは海外でも問題が起きており、著作権を問題にした裁判などが行われていた。現状では無断リンクの禁止と同様、法的根拠や明確な強制力はない。最近ではディープリンク議論は収束傾向にあり、裁判などの報道も減っている。

### リンク問題に対する現在の状況と傾向
現状では、大手検索エンジンの検索結果や、画像検索や音声ファイル検索、動画検索などからも分かるように、メディアファイル等へ直接のリンクであっても法的に問題になる可能性は低い。いずれの問題も、サーバーの設定やrobots.txtなどを利用することでサイト運営者が制御することができるため、これらの技術の一般化によって徐々にリンク問題に関する裁判のニュースや、リンク問題自体のメディアへの露出は減っている。また、ブログなどのWebサービスなどに依存して文章や写真をアップロードする場合、ブログ運営側の条件に同意して利用しているため、ブログ運営側によってこれらの問題が表面化しにくくなっているという事も考えられる。